# Bibliotecología comparada
La bibliotecología comparada es uno de esos temas que, en el desarrollo de sus fundamentos teóricos, se ha encontrado con una amplia gama de publicaciones sobre el tema y posteriormente se dejó de escribir sobre ello, sin embargo, se siguen publicando libros y artículos que utilizan el método comparativo y que son ejemplos de que se sigue usando el método y aunque no se les clasifique en su indización como tal, siguen siendo estudios comparados. Sin embargo, aunque siga habiendo este tipo de estudios, el análisis teórico de sus fundamentos es vital para retomar su metodología y las posibles construcciones de modelos que faciliten al investigador o al profesional las herramientas necesarias para fundamentar sus estudios y solucionar sus problemas en las bibliotecas y en la investigación con el uso y desarrollo de esta forma de trabajo.
Como parte de su libro sobre metodología de la investigación en bibliotecología, Busha y Harter hacen mención de la bibliotecología comparada como uno de los métodos de investigación de los cuales se sirve la disciplina. Mencionan que consiste en: “el análisis de las bibliotecas, los sistemas bibliotecológicos, algunos aspectos o problemas bibliotecarios en dos o más ambientes nacionales, culturales o sociales”  Asimismo, mencionan que esta tiene el propósito de comprender las similitudes y diferencias para determinar las explicaciones con el objetivo final de llegar a generalizaciones y principios válidos.
De acuerdo, a este enfoque Kumar menciona el concepto incluye:
1. Comparar dos o más naciones, culturas o sociedades.
2. Establecer un problema de investigación.
3. Tener en común elementos comparables.
4. Induce el análisis teórico del estudio de los conceptos de similitudes o diferencias de un fenómeno en varios ambientes.
5. Contribuir a un análisis crítico de un problema y buscar su solución.
6. Evaluar las mejores prácticas y soluciones a un problema.
7. Intercambio de ideas.
8. Describir un problema o fenómeno para poder interpretarlo.
9. Adquirir conocimiento sobre un fenómeno.[2]

En “bibliotecología comparada”, se remite a la idea de “bibliotecología internacional”. La bibliotecología comparada, de acuerdo con Ellen,  se relaciona en “cierta medida” con el concepto de bibliotecología internacional (este concepto se estudiará más adelante a detalle) pues cubre la necesidad de entender una situación regional en un proceso de intercambio de ideas. “También sirve para hacer comparaciones entre varios países y observar los desarrollos realizados en el lugar de origen y conocer las prácticas exitosas que pueden ser implementadas en otra región geográfica”
André de Figueiredo menciona que la bibliotecología comparada “se interesa por la solución de un problema específico por medio de la cooperación de diferentes contextos culturales como una disciplina académica formal” Se considera un método para investigar las causas y efectos en el proceso de desarrollo bibliotecario. Dicho análisis podrá servir para mejorar la situación actual de las bibliotecas a través de estudios comparados, tanto a nivel local como internacional, intercambiando información y datos con pares, pues en el contexto de lo que se denomina Bibliotecología Internacional, los estudios comparativos tienen la finalidad de ampliar y profundizar nuestra comprensión sobre los problemas profesionales.